# Henrik Werner (bildhuggare)
Henrik Werner (Heinrich), död efter 1701 sannolikt i Mo, Östergötland, var en svensk bildhuggare.
Han var son till konterfejaren Johan Johansson Werner (Jägerdorfer) och Kerstin Hansdotter samt bror till konterfejaren Johan Werner. Han utbildades troligen till bildhuggare av sin far och han var troligen medhjälpare till sin far vid de arbeten fadern utförde för Per Brahe. Han bosatte sig i Mo där han byggde upp sin egen verkstad. han utförde 1689 en predikstol till Sya kyrka som i dag finns bevarad som delar i kyrkans torn. Predikstolen är smyckad med figurframställningar i nischer samt ornamentik i form av änglahuvuden, blom- och fruktreliefer. Med hänsyn till predikstolens uppbyggnad och ornamentering antar man att han även har utfört predikstolen i Härberga kyrka omkring 1765. Av bevarade handlingar vet man att Werner restaurerade altartavlan i Östra Tollestad 1697 och att han levererade en predikstol till Nykils kyrka 1701.   